# Carlton Cuse
Carlton Cuse, né le 22 mars 1959 à Mexico au Mexique, est un producteur de télévision et scénariste américain.
Il est le créateur des séries télévisées Brisco County (1993), Nash Bridges (1996), Le Flic de Shanghaï (1998) et Bates Motel (2013), et le scénariste de plusieurs épisodes de Lost : Les Disparus. Il a également officié comme producteur pour Les Sorcières d'Eastwick.

## Filmographie

### Scénariste
- 1986 : Les Incorruptibles de Chicago (Crime Story) - Saison 1 épisode : 4, 5
- 1986 : Headin' Home for the Holidays
- 1990 : Fidèle à sa promesse (A Promise to Keep)
- 1992 : Les Sorcières d'Eastwick (The Witches of Eastwick)
- 1993 - 1994 : Brisco County (The Adventures of Brisco County Jr) - Saison 1 épisode : 1, 2, 4, 12, 15, 20, 26, 27
- 1994 : Dans l'œil de l'espion (Fortune Hunter) - Saison 1 épisode : 5, 11
- 1996 à 2001 : Nash Bridges
  - Saison 1 épisode : 1, 3, 8
  - Saison 2 épisode : 2, 3, 4, 15, 20, 22
  - Saison 3 épisode : 1, 3, 8, 14, 15, 20, 23
  - Saison 4 épisode : 1, 5, 11, 15, 17, 20, 24
  - Saison 5 épisode : 1, 4, 8, 14, 20, 22
  - Saison 6 épisode : 2, 4, 8, 12, 14, 22
- 1998 : Le flic de Shanghai (Martial Law) - Saison 1 épisode : 1, 3
- 2003 : Black Sash - Saison 1 épisode : 2, 5, 6
- 2005 à 2010: Lost : Les Disparus (Lost)
  - Saison 1 épisode : 13, 19, 23, 24
  - Saison 2 épisode : 5, 7, 10, 14, 17, 21, 23
  - Saison 3 épisode : 3, 6, 7, 11, 16, 19, 22
  - Saison 4 épisode : 1, 5, 12, 13, 14
  - Saison 5 épisode : 1, 6, 7, 11, 16, 17
  - Saison 6 épisode : 1, 5, 11, 15, 17
- 2007: Lost: Missing Pieces - Saison 1 épisode : 1, 9
- 2013 : Bates Motel Comic Con (Court-métrage diffusé sur internet)
- 2013 - 2014: Bates Motel
  - Saison 1 épisode : 1, 6, 9, 10
  - Saison 2 épisode : 1, 9, 10
- 2014 : Bates Motel Inside the Casting Room (Court-métrage diffusé à la Comic-Con)
- 2014 : The Strain - Saison 1 épisode : 12, 13
- 2015 : San Andreas de Brad Peyton (avec Allan Loeb (en), Carey Hayes, Chad Hayes, Jeremy Passmore et Andre Fabrizio)
- 2016 : Colony
- 2018 : Rampage - Hors de contrôle (Rampage) de Brad Peyton

### Producteur délégué
- 1990 : Fidèle à sa promesse (A Promise to Keep)
- 1992 : Les Sorcières d'Eastwick (The Witches of Eastwick)
- 1993 - 1994 : Brisco County (The Adventures of Brisco County Jr) - Saison 1
- 1994 : Dans l'œil de l'espion (Fortune Hunter) - Saison 1 épisode : 1
- 1996 à 2001 : Nash Bridges - Saison 1 à 6
- 1998 à 2000: Le flic de Shanghai (Martial Law) - Saison 1 - 2
- 2003 : Black Sash - Saison 1 épisode : 2, 3, 4, 5, 6
- 2004 à 2010: Lost : Les Disparus (Lost) - Saison 1 à 6
- 2013 : The Sixth Gun
- 2013 - 2014: Bates Motel - Saison 1 - 2
- 2014 : The Strain - Saison 1
- 2022 : Five Days at Memorial